# Roel Dijkstra (politicus)
Roel Willem Dijkstra (Padang, 21 april 1942) is een Nederlands voormalig politicus van de ARP en later het CDA.
Hij werd geboren op Sumatra in het toenmalig Nederlands-Indië dat toen door Japan bezet was. Na net als zijn ouders geïnterneerd te zijn geweest in een jappenkamp kwamen ze midden 1946 aan in Nederland. Hij deed in Rotterdam het gymnasium en vervulde daarna zijn dienstplicht bij de Militaire Inlichtingendienst. In 1964 ging hij rechten studeren aan de Rijksuniversiteit Leiden waar hij in 1969 is afgestudeerd. In dat jaar ging hij werken als algemeen secretaris van de Drentse Provinciale Planologische Dienst en eind 1971 werd hij adjunct-secretaris van het toenmalige stadsgewest Nijmegen.
In september 1973 werd Dijkstra de burgemeester van Oostdongeradeel en in maart 1980 volgde zijn benoeming tot burgemeester van Hardinxveld-Giessendam. In augustus 1984 maakte hij de overstap naar de gezondheidszorg toen hij algemeen directeur werd van de stichtingen Het Hooge Land en Hullenoord in Beekbergen. Daarna werd hij actief bij PUM Netherlands Senior Experts (Programma Uitzending Managers) waarvoor hij onder andere een project in Kameroen heeft gedaan.